# TV Sinemanija
TV Sinemanija, en serbe cyrillique ТВ Синеманија, est une chaîne de télévision locale serbe dont le siège est à Belgrade, la capitale du pays. Elle est spécialisée dans le cinéma.
TV Sinemanija émet dans la région de Belgrade.